# Mosquitó
El mosquitó és una màquina utilitzada per dissuadir el pillardegi emetent un so d'alta freqüència. En algunes versions, aquest està afinat per tal que el sentin principalment la gent jove.

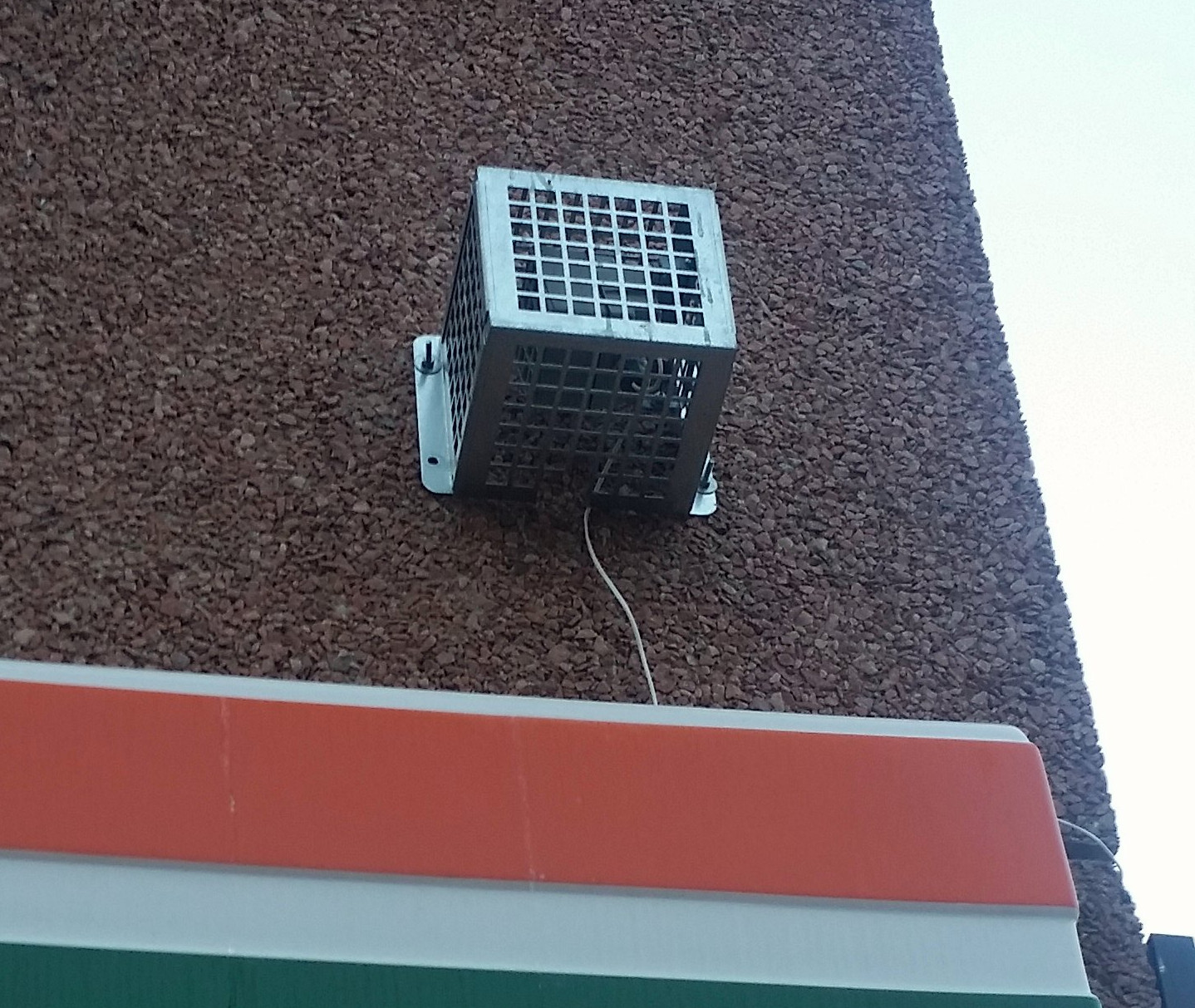
Un dispositiu Mosquitó fora d'una botiga a Filadèlfia, Estats Units

Va ser sobrenomenat "Mosquit" pel brunzit que fa. L'aparell es comercialitza com una eina de seguretat i seguretat per evitar que els joves es congreguin en zones específiques.
L'última versió del dispositiu, llançada a finals de 2008, té dos paràmetres de freqüència, un d'aproximadament 17,4 Hz que generalment només poden sentir els joves, i un altre a 8 kHz que pot sentir la majoria de la gent. El fabricant indica que el nivell màxim de pressió sonora de sortida potencial és de 108 decibels (dB) (comparable en sonoritat a un concert de rock en directe) i l'especificació del producte del fabricant, a més, estableix que el so normalment pot ser escoltat per menors de 25 anys. La capacitat de sentir freqüències altes es deteriora en la majoria dels humans amb l'edat (una condició coneguda com a presbiacúsia), que normalment s'observa a partir dels 18 anys.

## Història
El Mosquitó va ser inventat i patentat per Howard Stapleton l'any 2005, i va ser provat originalment a Gal·les, Regne Unit on va tenir èxit a l'hora de disminuir la quantitat d'adolescents que passejaven prop d'una botiga de comestibles. La idea va néixer després que el soroll d'una fàbrica l'irrités quan era nen. El que el va impulsar a crear el producte va ser quan la filla de Stapleton, de 17 anys, va anar a la botiga a comprar llet i va ser assetjada per un grup de joves d'entre 12 i 15 anys. Utilitzant els seus fills com a subjectes de prova, va determinar la freqüència d'"El mosquit".
El Mosquitó es va llançar al mercat el 2005, a través de l'empresa de Stapleton Compound Security Solutions. El dispositiu actual té dues configuracions: el so d'alta freqüència adreçat als joves i un altre que pot ser escoltat per tothom. L'abast del so és de 43 metres amb el deflector de so i de 61 metres sense. Requereix una font d'alimentació de 24 volts de CC o 15 volts de CA.
Un dispositiu instal·lat en una botiga Spar a Newport, Gal·les va ser prohibit després de tres mesos per la Newport Community Safety Partnership. Malgrat la prohibició, una altra botiga Spar de Newport va instal·lar el dispositiu. Un portaveu de l'Associació per a la Seguretat de la Comunitat de Newport va dir: "Qualsevol visió expressada per l'Associació no impedeix que cap empresa o companyia compri aquests dispositius. Han de garantir que aquests sistemes compleixin la llei".

### So de trucada
El so es va convertir en un to de trucada del telèfon mòbil, el qual no podia ser sentit pels professors si sonava durant una classe. Els altaveus dels telèfons mòbils són capaços de produir freqüències superiors a 20 kHz. Aquest to de trucada es va conèixer informalment com "Teen Buzz"[15] en anglès o "el to de trucada Mosquit" i des de llavors s'ha venut comercialment.

## Controvèrsia
La creació del mosquitó va provocar una gran sèrie de polèmiques, principalment al Regne Unit.
Essent desenvolupat com una eina de seguretat per evitar el vandalisme, va ser utilitzat pels comerciants com a mecanisme dissuasiu cap als joves per evitar la seva entrada en les botigues. Els membres de l'assemblea del Consell d'Europa van declarar que el sistema era discriminatori cap a un sector de la població categoritzat per edat, mostrant un clar cas d'edatisme.

## Premis
El Mosquito va guanyar el Premi Ig Nobel satíric per la "pau" l'any 2006. Els Ig Nobel celebren el costat més peculiar de l'esforç científic seriós, honorant "els assoliments que primer fan riure la gent i després els fan pensar".